# اورچ‌فونت
اورچ‌فونت (به انگلیسی: Urchfont) یک روستا و محله مدنی در بریتانیا است که در ویلتشر واقع شده‌است. اورچ‌فونت  ۱٬۰۷۵ نفر جمعیت دارد.